# Sclerochilus ovatoides
Sclerochilus ovatoides is een mosselkreeftjessoort uit de familie van de Bythocytheridae. De wetenschappelijke naam van de soort is voor het eerst geldig gepubliceerd in 1984 door Hu.